# Успенка (Бородуліхинський район)
Успе́нка (каз. Успенка) — село у складі Бородуліхинського району Абайської області Казахстану. Входить до складу Бородуліхинського сільського округу.
Населення — 208 осіб (2021; 254 у 2009, 367 у 1999, 390 у 1989).
Національний склад станом на 1989 рік:
- росіяни — 63 %